# Off Gun Fun Night
Off Gun Fun Night (รักหลับ กับออฟกัน), reso graficamente nell'hashtag #OffGunFunNight, è un talk-show televisivo thailandese condotto da Jumpol Adulkittiporn (Off) e Atthaphan Phunsawat (Gun); il forte sodalizio tra i due nasce con la recitazione nella serie televisiva Run phi Secret Love dove interpretano i personaggi Pick e Rome.
Il programma, ispirato ai late-night talk show statunitensi, è pubblicato ogni dodici del mese su YouTube e Line TV (successivamente replicato su One31) e vede gli ospiti di ogni puntata intervistati in un letto dai due conduttori, partecipando anche a mini giochi.

## Puntate

### Prima stagione
La prima stagione del talk-show è andata in onda dal 12 novembre 2017 al 12 luglio 2018.
| Puntata | Data                                               | Ospiti |
| ------- | -------------------------------------------------- | --- |
| 1       | 12 novembre 2017                                   | Perawat Sangpotirat (Krist) |
| 2       | 12 dicembre 2017                                   | Prachaya Ruangroj (Singto) |
| 3       | 12 gennaio 2018                                    | Tawan Vihokratana (Tay) |
| 4       | 12 febbraio 2018 (Line TV) 22 marzo 2018 (YouTube) | Sivakorn Lertchuchot (Guy), Krittanai Arsalprakit (Nammon), Pattadon Jan-Ngern (Fiat), Korn Khunatipapisiri (Oaujun), Perawat Sangpotirat (Krist) e Prachaya Ruangroj (Singto) |
| 5       | 12 marzo 2018                                      | Watchara Sukchum (Jennie Panhan) |
| 6       | 12 aprile 2018                                     | Oabnithi Wiwattanawarang (Oab) |
| 7       | 12 maggio 2018                                     | Itthipat Thanit (God) |
| 8       | 12 giugno 2018                                     | Tawan Vihokratana (Tay) e Thitipoom Techaapaikhun (New) |
| 9       | 12 luglio 2018                                     | Tawan Vihokratana (Tay) e Thitipoom Techaapaikhun (New) |

Il secondo episodio vede anche un cameo di Perawat Sangpotirat (Krist), ospite già della prima puntata.
Il quarto è un episodio speciale, rimasto in esclusiva su Line TV per più di un mese prima di essere pubblicato anche su YouTube, dal titolo "SOTUS S Nation Y x Off Gun Very Fun Night"; si tratta di un crossover con il fan meeting "SOTUS S Nation Y" della serie televisiva SOTUS S: The Series, con sei ospiti anziché uno solo, intervistati a coppie. Cambia anche la location, l'hotel dove gli attori pernottavano.
L'ottavo e il nono episodio sono altri due episodi speciali, consecutivi tra loro e ambientati in campeggio.

### Speciale
Un episodio speciale di 36 minuti chiamato "Off Gun Fun Night Special - Live in Malaysia" è andato in onda il 22 gennaio 2019.